# Championnats du monde de Scrabble francophone
Pour les articles homonymes, voir Championnats du monde de Scrabble.
Les Championnats du monde de Scrabble francophone se disputent chaque année depuis 1972. Le premier championnat a été lancé par Hippolyte Wouters, un avocat belge.    
Il a longtemps été constitué uniquement d'épreuves de Scrabble duplicate : individuel (appelé Elite en 2006), paires (depuis 1975) et blitz (depuis 2001).    
Les éditions 2006 et 2007 ont vu l'organisation d'une Coupe du monde de Scrabble classique, devenue officiellement le Championnat du monde de Scrabble classique en 2008 à Dakar.

## Organisation des championnats du monde
Les championnats du monde ont lieu chaque année dans une ville différente. Les championnats 2021 ont eu lieu à Aix-les-Bains et les championnats 2022 à Louvain-la-Neuve (Belgique). Les championnats sont organisés sous l'égide de la Fédération internationale de Scrabble francophone par un comité d'organisation issu de la fédération du pays organisateur. 

### Épreuves du championnat du monde
Il y a 4 épreuves décernant des titres de champion du monde :
- Duplicate individuel ou Élite : le tournoi se déroule en 7 manches depuis 1996 et décerne le titre de Champion du monde de Scrabble duplicate. Il y a des quotas par pays, les plus importants étant pour France, Belgique, Québec, Sénégal et Suisse mais plusieurs places sont réservées à chaque fédération membre de la FISF. Deux places sont disponibles pour des ressortissants de pays non-membres. Le champion du monde est celui qui marque le plus de points sur les 7 manches.

- Duplicate en paires : le tournoi est open et se déroule en 4 manches en deux minutes par coup, suivies de 2 manches en une minute par coup pour les 20 paires les mieux classées à l'issue des 4 premières manches, accompagnées des 5 meilleures paires Jeune et des 5 meilleures paires Vermeil.

- Duplicate en blitz : le tournoi est open et se déroule en 4 manches en une minute par coup, depuis 2001.

- Classique : le championnat du monde de Scrabble classique se déroule en 17 parties, à l'issue desquelles les deux premiers du classement se rencontrent en une finale en deux manches gagnantes. Il y a des quotas par pays fixés annuellement. Les joueurs sont classés selon leur nombre de victoires et le cas échéant départagés par leurs matchs particuliers, puis par leur écart de points (total des scores du joueur moins le total des scores de ses adversaires).

### Autres épreuves officielles
D'autres tournois et compétitions qui ne désignent pas de champion du monde sont également organisées :
- Open duplicate : le tournoi se déroule en 5 manches en 3 minutes par coup. C'est une épreuve réservée aux joueurs non qualifiés pour l'individuel. C'est en général le tournoi le plus important des Championnats du Monde en termes de participation (record de 771 joueurs en 2010 à Montpellier). Il peut y avoir un ou plusieurs autres tournois duplicate open, en général organisés en parallèle des parties du championnat du monde Elité.

- Open classique : organisé pour la première fois à Dakar 2008, il qualifie quelques joueurs pour le Championnat du monde de Scrabble classique (un par dizaine de joueurs présents).

- Défi mondial : réservé aux joueurs qualifiés, le défi mondial est une partie duplicate où les joueurs sont éliminés dès qu'ils ratent le top.

- Défi des jeunes : Même principe que le Défi mondial, mais réservé aux moins de 18 ans. Chaque joueur à un joker et peut rater le top une fois avant d'être éliminé.

### Animations non officielles
- Topping : Une partie topping est une partie duplicate où le joueur doit mettre le top à chaque coup, mais a le droit d'essayer autant de mots qu'il veut afin de trouver le top. Les joueurs forment des paires et doivent toper une partie aléatoire le plus vite possible. Ce n'est pas un tournoi mais une exhibition où les joueurs forment des paires célèbres (anciens champions du monde, champions du monde junior, etc.).

- Dictée : organisée depuis 2009, elle est composée par un joueur de Scrabble. En 2015, à Louvain-la-Neuve, trois anciens Champions du Monde de Scrabble terminent sur le podium, les Suisses Benoît et Hugo Delafontaine et le Belge Yvon Renson.

- Match de football : organisé, entre une équipe de joueurs français et une équipe "reste du monde".

## Championnat du monde duplicate individuel (Elite)

### Les années 1970

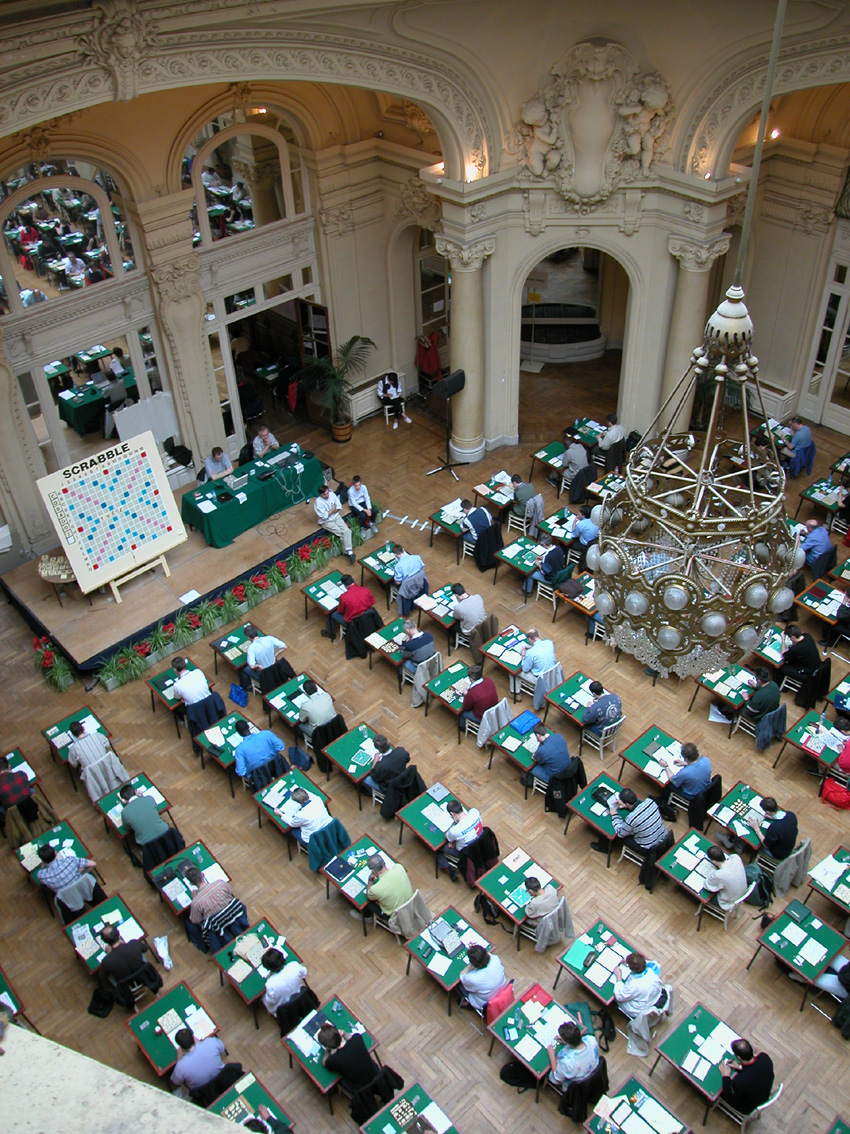
Exemple d'un tournoi duplicate.

La première épreuve internationale en Scrabble duplicate a eu lieu le 28 décembre 1972, à l'initiative d'Hippolyte Wouters et du Commandant Maupin, dans les salons de l'Hôtel Miramar à Cannes en marge d'un grand tournoi de Scrabble classique. Cette épreuve n'a consisté qu'en un "dix coups" regroupant seulement sept joueurs. Cette démonstration sera pourtant appelée ultérieurement championnat du monde de Scrabble duplicate. Le premier vrai tournoi eut lieu à Liège l'année suivante. Les premières éditions furent remportés par des Belges, étant quatre fois champion du monde et obtenant 14 des 24 places de podium. Les Français prirent les 10 autres.

### Les années 1980
La domination de la Belgique et de la France continue. Michel Duguet remporta cinq fois le championnat du monde, et également cinq fois le championnat en paires en huit ans, gagnant comme surnom l'Extraterrestre. En 1988, il aligna 86 solutions optimales (tops) consécutives. Lors du championnat en 1987 se profila l'avenir des championnats : Christian Pierre, déjà champion de Belgique, finit troisième et Antonin Michel gagna le championnat du monde cadet, n'ayant que neuf ans.

### Les années 1990
De la même façon que M. Duguet domina les années 1980, ce fut Christian Pierre qui domina les années 1990. Il fut en effet cinq fois champion du monde, une fois champion du monde en paires et six fois champion de Belgique entre 1990 et 1999. Il établit le record du meilleur score, ne perdant que six points en 1992, soit un pourcentage de réussite de 99,87 %. Depuis 1996, le championnat se déroule en sept manches, et c'est Christian Pierre qui devint le premier champion sur ce nombre de parties, ne perdant que 26 points. La domination des Belges et des Français continua.

### Les années 2000

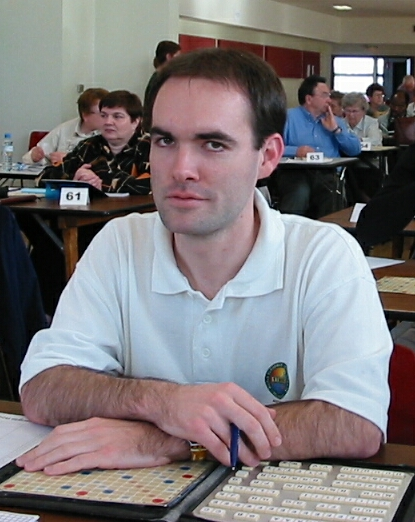
Antonin Michel, vainqueur en 2005, 2007, 2010 et 2013.

En 2002, on vit pour la première fois un champion du monde suisse ; il s'agit de Jean-Pierre Hellebaut (un Belge expatrié), qui confirma son titre en 2003. En 2004, Germain Boulianne, du Québec, devint le premier joueur hors d'Europe ayant remporté le titre. En 2005, Antonin Michel, six fois champion du monde cadet, gagna son premier titre de champion du monde, ne perdant que 4 points, soit 99,94 %. Il enchaîna 140 tops d'affilée.
Lors du championnat en 2000, Michel Duguet reçut le prix du « joueur du siècle ».

### Les années 2010
À Montpellier en 2010, un nouveau record de pays participants est atteint avec 27 pays représentés.
En 2011 à Montreux, Francis Desjardins devient le deuxième joueur du Québec à remporter le titre. Prévue à Hammamet (Tunisie), l'édition 2012 s'est finalement déroulée à Montauban (France) en raison des évènements politiques. En 2013, Antonin Michel remporte le championnat du monde duplicate en réalisant le score parfait sur les 7 manches et Christian Coustillas est le premier joueur a devenir champion du monde classique pour la deuxième fois. 2015 est marquée par l'arrivée de Nigel Richards, déjà triple champion du monde anglophone, dans le Scrabble francophone. Sa victoire en classique, alors qu'il ne parle pas français, fait l'effet d'une bombe. Mais le plus fort était à venir : après avoir maîtrisé la rédaction des bulletins, il remporte au top les 3 titres de Scrabble duplicate (individuel, blitz et paires - associé à Hervé Bohbot) en 2017 et 2018, laissant les joueurs francophones entre admiration et dépit.

### Les années 2020
Malgré un début de décennie rendu difficile à cause de la pandémie de covid-19, les championnats du monde reprennent à partir de 2021.

### Catégories d'âge
Plusieurs titres par catégories d'âge ont progressivement été décernés lors du championnat Elite : Junior (1977), Cadet (1981), Vermeil (1995), Diamant (2003), Espoir (2006).
En 2013, les catégories sont : Cadet (moins de 15 ans), Junior (16-18 ans), Espoir (19-25 ans), Vermeil (62-71 ans), Diamant (72 ans et plus). 
Antonin Michel a obtenu 8 titres (6 en Cadet et 2 en Junior), il devance Hugo Delafontaine avec 6 titres (3 en Cadet et 3 Junior).
En 2011, Francis Desjardins et en 2012, David Bovet, sont devenus champions du monde Elite tout en étant encore en catégorie Espoir.

## Championnat du monde par paires
Le championnat du monde par paires fut introduit en 1975 et fut gagné 4 fois les 5 premières années par une paire belge. Entre 1980 et 1990, le championnat fut gagné 10 fois par une paire française, et une fois par une paire mixte (Belgique et France). Michel Duguet remporta 5 fois le titre entre 1982 et 1988.
En 2000, Arona Gaye et N'Dongo Samba Sylla gagnent le premier titre mondial pour l'Afrique, un deuxième suivra en 2007.

## Championnat du monde de blitz
Le championnat du monde en blitz fut introduit en 2001. Le premier titre fut remporté par Antonin Michel (qui remportera l'épreuve également en 2004, 2005, 2006, 2008, 2011 et 2021). En 2002, ce fut la première épreuve individuelle remportée par un joueur africain. En 2003, Florian Lévy remporta le titre et devint le premier joueur ayant remporté les trois titres - champion du monde individuel, en paire et en blitz (rejoint en cela par Antonin Michel en 2005, puis par Franck Maniquant en 2009).

## Championnat du monde de Scrabble classique

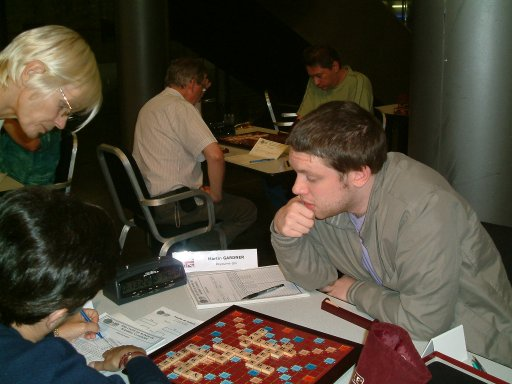
Une partie du premier Championnat du monde de Scrabble classique.

Depuis 2006 à Tours, un championnat de Scrabble classique est organisé lors des Championnats du Monde de Scrabble. Appelée Coupe du Monde en 2006 et en 2007, cette épreuve s'appelle maintenant Championnat du Monde de Scrabble classique depuis 2008 (Dakar, Sénégal). Il s'agit d'une épreuve sur qualification d'après des quotas définis par les différentes fédérations.
La première édition fut remportée par Parfait Mouanda de la République du Congo, face à 53 autres compétiteurs. Les Africains dominèrent le classement avec quatre représentants dans les cinq premiers.
En 2007, la deuxième édition réunit seulement 36 joueurs, la participation des joueurs africains étant très faible à cause de problèmes d'obtention de visas. La compétition se déroula en 14 parties, suivies d'une finale dans laquelle Amar Diokh du Sénégal battit Édouard Lebeau de France deux manches à zéro.
En 2008, nouveau succès africain avec la victoire en finale d'Élisée Poka (Côte d'Ivoire) qui a battu en finale Pascal Astresses (France) par 2 manches à 0, et la présence de 7 joueurs africains dans les 10 premiers.
De 2009 à 2013, les 5 éditions ont été remportées par des joueurs français, dont deux fois par Christian Coustillas (2010, 2013). Le Béninois Julien Affaton a été quatrième en 2010 puis finaliste en 2011, 2012 et 2013 avant de remporter le titre en 2014.